# Ramon Magsaysay

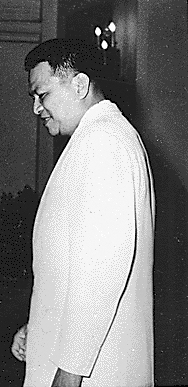
Ramon Magsaysay (1955)

Ramon del Fierro Magsaysay (* 31. August 1907 in Iba; † 17. März 1957) war der dritte Präsident der Philippinen nach der Unabhängigkeit von 1946. Er regierte vom 30. Dezember 1953 bis zu seinem Tod bei einem Flugzeugabsturz am 17. März 1957.
Nach ihm wurde auch der „asiatische Friedensnobelpreis“, der Ramon-Magsaysay-Preis, benannt.

## Früher Werdegang und Karriere
Ramon Magsaysay wurde in Iba in der Provinz Zambales als Sohn des Schmiedes Ezequiel Magsaysay und der Lehrerin Perfecta del Fierro geboren. Obwohl er von der Herkunft her Visaya war, fühlte er sich wie die Einheimischen von Iba als Ilokano. Er ging an der Zambales Academy (ZA) zur High School.
1927 fing er sein Studium an der Universität der Philippinen an. Er nahm zunächst ein vorbereitendes Studium für Jura auf und wechselte später in das Ingenieursstudium, das er jedoch aus gesundheitlichen Gründen nicht beenden konnte. Schließlich studierte er auf der Jose Rizal College Betriebswirtschaft und schloss sein Studium 1933 ab. Um sein Studium zu finanzieren, arbeitete er nebenher als Fahrer.
Als der Zweite Weltkrieg auf den Philippinen ausbrach, trat Magsaysay in den Fahrdienst der 31. Infanteriedivision der philippinischen Armee ein. Nach der Kapitulation in Bataan organisierte er eine Widerstandsgruppe, die gegen die japanische Armee kämpfte.
1946 wurde Magsaysay als Unabhängiger in den Philippinischen Kongress gewählt. 1950 wurde er unter Präsident Elpidio Quirino zum Verteidigungsminister ernannt. Mit Erfolg betrieb er den Kampf gegen die kommunistischen Hukbalahap-Guerilleros. Ein wichtiger Grund für diesen Erfolg war, dass Soldaten Hilfslieferungen an entfernte ländliche Gemeinden lieferten, wodurch sich die Armee im Volk Respekt verdiente und das bisherige Misstrauen abbaute.
1953 trat Magsaysay als Verteidigungsminister zurück, kritisierte die Liberale Partei und wurde Präsidentschaftskandidat der Nacionalista Party.

## Präsidentschaft
Bei den Wahlen von 1953 wurde Magsaysay mit großer Mehrheit zum Präsidenten gewählt und löste damit den Gegenkandidaten und bisherigen Präsidenten Elpidio Quirino ab. Als erster philippinischer Präsident wurde er in der nationalen Tracht Barong Tagalog vereidigt.
Während seiner Amtszeit war der Präsidentenpalast Malacañang für das Volk geöffnet, auch sonst war Magsaysay einer der beliebtesten Präsidenten der Philippinen.

## Beziehungen zu den USA
Magsaysay stand als Präsident den USA sehr nah und war sehr antikommunistisch eingestellt. Er hatte die Führung bei der Gründung der SEATO, auch als 1954er Pakt von Manila bekannt, einem Militärbündnisses zum Schutz Südostasiens, Südasiens und des Südwestpazifiks vor dem Kommunismus, inne.
Bereits ab 1950 erhielt Magsaysay bei seiner Bekämpfung der Hukbalahap US-Unterstützung, insbesondere durch den CIA-Mitarbeiter Edward Lansdale, der Magsaysay beriet und später eine tragende Rolle im Vietnamkrieg spielen sollte, wo er vermutlich als Inspiration für den Graham Greene-Roman Der stille Amerikaner diente. Außerdem halfen die USA mit Militärberatern Magsaysay während seiner Zeit als Verteidigungsminister dabei, die philippinischen Streitkräfte zu modernisieren und zu reformieren.

## Tod
Am 16. März 1957 verließ Magsaysay Manila Richtung Cebu City, wo er an drei Hochschulen Reden hielt. In derselben Nacht stieg er in das offizielle Präsidentenflugzeug des Typs Douglas DC-3, um nach Manila zurückzufliegen. In den frühen Morgenstunden vom 17. März wurde sein Flugzeug als vermisst gemeldet. Erst viel später am Nachmittag wurde bekannt, dass das Flugzeug gegen den Berg Manunggal auf Cebu geflogen war und dass 26 der 27 Insassen tot waren. Der einzige Überlebende war der Zeitungsreporter Nestor Mata.
Vizepräsident Carlos P. Garcia übernahm für die letzten acht Monate der laufenden Wahlperiode die Präsidentschaft Magsasays und wurde anschließend für ein weiteres Mandat wiedergewählt.
Etwa 2 Millionen Menschen kamen zur Beerdigung von Magsaysay am 22. März 1957.